# Lac de la Triouzoune
Le lac de la Triouzoune, ou lac de Neuvic, est un lac de barrage français établi en Corrèze, entre les communes de Neuvic et de Liginiac.

## Généralités
Le lac de la Triouzoune est situé un kilomètre à l'est de la commune de Neuvic, dans le département de la Corrèze. D'une superficie de 410 hectares et d'un volume de 24 millions de m3, cette retenue d'eau longue de sept kilomètres a été créée sur le cours de la Triouzoune à la suite de la construction du barrage hydroélectrique de Neuvic mis en service en 1945.
Outre la commune de Neuvic sur sa rive ouest, le lac baigne deux autres communes à l'est : Liginiac et Sérandon. La retenue sert à la production d'hydroélectricité grâce à un aqueduc souterrain long de plus de cinq kilomètres pour un dénivelé d'environ 250 mètres qui envoie l'eau à la centrale de la Triouzoune située au bord de la retenue du barrage de l'Aigle.